# Współczulne zapalenie oka
Współczulne zapalenie oka, współczulne zapalenie błony naczyniowej (łac. ophthalmia sympathica) – zapalenie jagodówki (uveitis), przebiegające z ziarninowaniem, dotyczące obu gałek ocznych, będące następstwem urazu mechanicznego jednego oka. Jest to najpoważniejsze powikłanie jednostronnej rany oka, ponieważ w jego następstwie pacjent może całkowicie stracić wzrok. Objawy rozwijają się w ciągu dni, miesięcy, a nawet lat. W patogenezie tej choroby biorą udział autoprzeciwciała.

## Epidemiologia
Płeć i pochodzenie etniczne nie mają wpływu na częstość zachorowań. Obecnie ta jednostka chorobowa spotykana jest rzadko, najprawdopodobniej ze względu na mikrochirurgiczne zaopatrywanie ran i antybiotykoterapię.

## Patofizjologia
Uważa się, że współczulne zapalenie oka jest procesem autoimmunologicznym i wiąże się z kontaktem komórek układu odpornościowego człowieka z antygenami gałki ocznej, zwłaszcza antygenami bogatych w melaninę struktur komórkowych zewnętrznej warstwy siatkówki, komórek nerwowych i barwnikowych siatkówki. Normalnie, antygeny te nie mają styczności z limfocytami; gdy po urazie są eksponowane, organizm może je rozpoznać jako „obce” i wytworzyć humoralną odporność na te antygeny. Produkowane przeciwciała pojawiają się w krążeniu i w szybkim czasie uszkadzają zdrowe tkanki drugiego oka.

## Objawy i przebieg
Wczesnymi objawami są pojawiające się w zdrowym oku po urazie drugiego oka mroczki, zamazane widzenie, utrata akomodacji (odruchy na zbieżność i nastawność ujemne). Rozwój choroby może prowadzić do ciężkiego zapalenia tęczówki przebiegającego z bólem i fotofobią. Siatkówka zwykle pozostaje niezajęta przez proces zapalny. Może wystąpić siwienie rzęs.
Objawy pojawiają się zwykle 2-12 tygodni po pierwotnym urazie drugiego oka (80% przypadków). Odnotowano jednakże izolowane przypadki bardzo szybkiego (1 tydzień po urazie) jak i bardzo opóźnionego (66 lat) zachorowania.

### Obraz histopatologiczny
W badaniu mikroskopowym w obydwu oczach stwierdza się rozlane ziarniniakowe zapalenie błony naczyniowej. Widoczny jest naciek z limfocytów, pojedynczych plazmocytów i eozynofilów (charakterystycznych dla wczesnego okresu choroby) i ziarniniaki z komórek nabłonkowatych i pojedynczych komórek olbrzymich wielojądrowych. Ponadto naciek zapalny powoduje pogrubienie naczyniówki a w siatkówce można stwierdzić perivasculitis. Między błoną Brucha a nabłonkiem barwnikowym siatkówki obecne są charakterystyczne twory (guzki Dalena-Fuchsa) zbudowane z komórek nabłonkowatych, makrofagów, które sfagocytowały pigment i pobudzonych komórek nabłonka barwnikowego.

## Rozpoznanie
Rozpoznanie opiera się na wywiadzie (historia jednostronnego urazu oka w okresie ostatnich miesięcy) i badaniu okulistycznym. Współczulne zapalenie oka różnicuje się z rzadkim zespołem Vogta-Koyanagiego-Harady, którego patomechanizm jest prawdopodobnie zbliżony, ale pacjent nie ma urazu oka w wywiadzie. W obydwu tych jednostkach chorobowych można stwierdzić krążące przeciwciała przeciw antygenom jagodówki; specyficzność tego testu jest jednak niewielka, ponieważ w przewlekłym zapaleniu jagodówki również jest on dodatni.

## Zapobieganie i leczenie
Zapobieganie współczulnemu zapaleniu oka wymaga usunięcia pierwotnie uszkodzonej gałki ocznej w okresie pierwszych 7-10 dni od urazu. Oczywiście, jeżeli funkcje pierwotnie uszkodzonego oka są choć częściowo zachowane, odstępuje się od tej procedury (ryzyko jest bardzo niskie). Podstawą zapobiegania i leczenia współczulnego zapalenia oka jest immunosupresja. Lekiem z wyboru są kortykosteroidy.

## Historia
Pierwszy opis choroby dał Hipokrates. Symptomatologię dokładnie opisał William MacKenzie w 1840 roku, a obraz mikroskopowy zbadał Ernst Fuchs w 1905 roku.

## Współczulne zapalenie oka w kulturze
Schorzenie to opisał Witkacy w swojej młodzieńczej powieści 622 upadki Bunga, czyli Demoniczna kobieta (1911). W epilogu Bungo, idąc przez las, uszkadza sobie patykiem świerkowym jedno oko, a potem traci wzrok w obu. Sugerowano, że współczulne zapalenie oka przeszedł Louis Braille, który w dzieciństwie zranił się w lewe oko, a potem utracił wzrok również w prawym.